# Coenobita clypeatus
Coenobita clypeatus är en kräftdjursart som först beskrevs av J. C. Fabricius 1787.  Coenobita clypeatus ingår i släktet Coenobita och familjen Coenobitidae. Inga underarter finns listade i Catalogue of Life.

## Bildgalleri

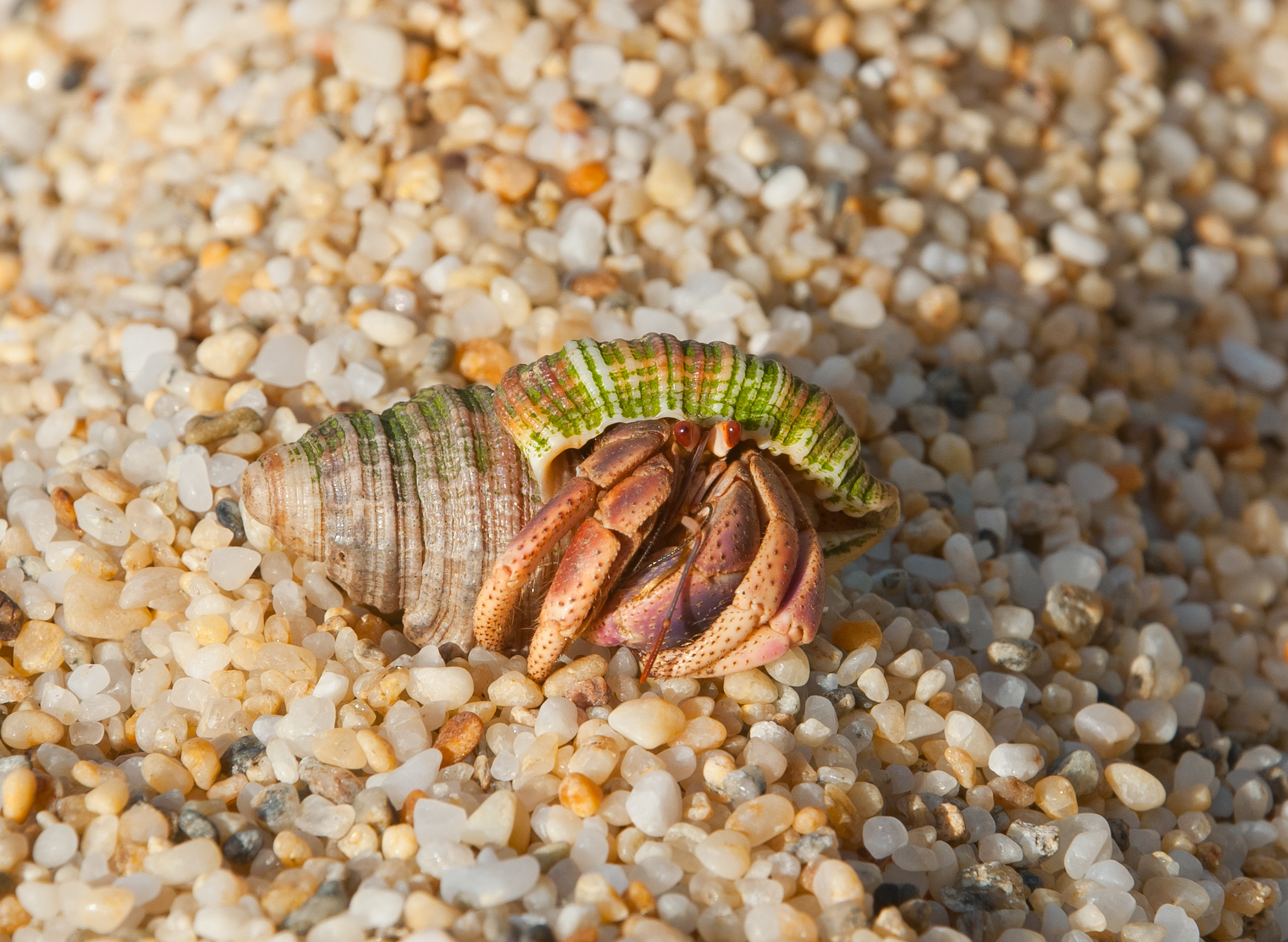
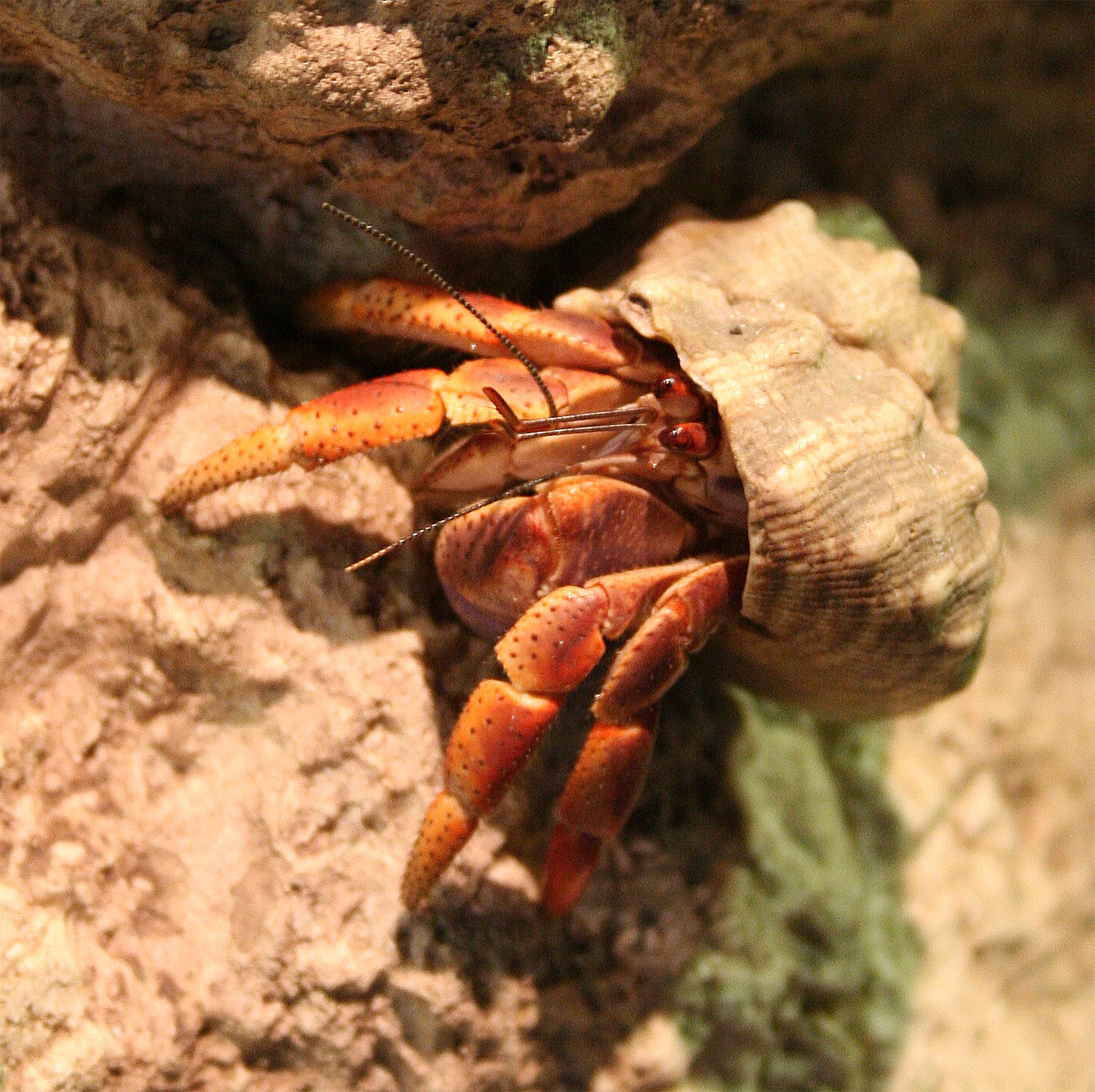
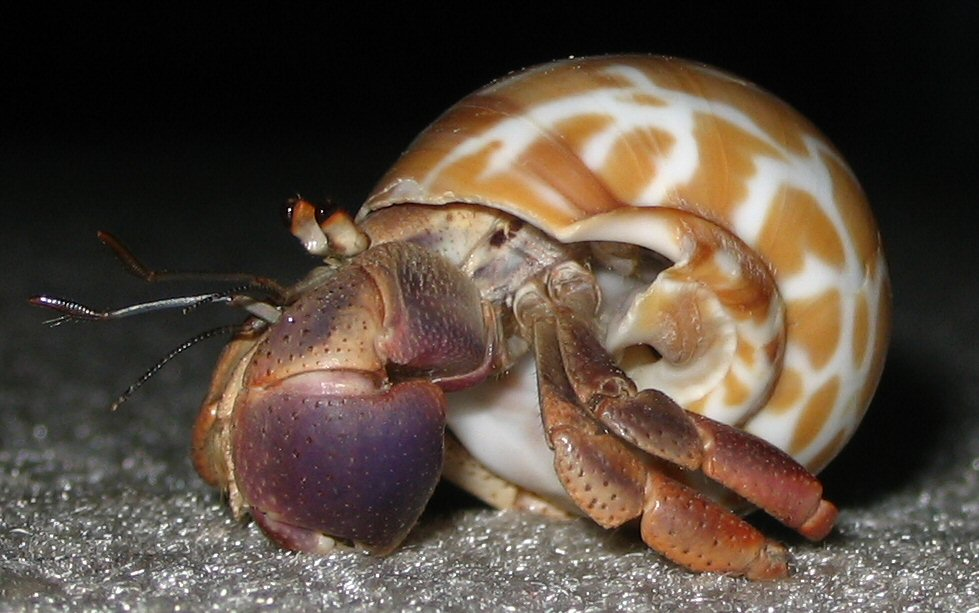
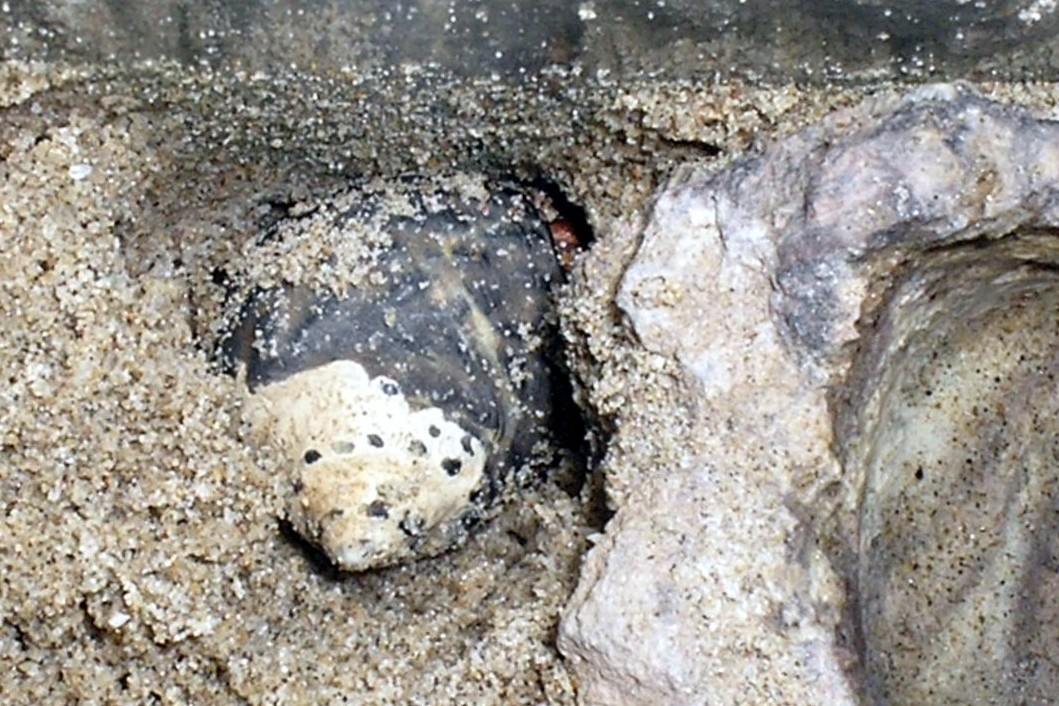